# باربرا شيرر
باربرا شيرر (بالإنجليزية: Barbara Shearer)‏ هي موسيقية أمريكية، ولدت في 16 سبتمبر 1936، وتوفيت في 6 ديسمبر 2005.

## وصلات خارجية
- باربرا شيرر على موقع ميوزك برينز (الإنجليزية)